# Dina Rae
Dina Rae, também conhecida por Track 13 Girl, (Los Angeles, 1978) é uma cantora de R&B estadunidense. A cantora colaborou em diversas músicas do cantor e compositor  estadunidense Eminem como Superman, Cum On Everybody, Drug Ballad, Renegades e We Made You, faixa 13 (The Slim Shady LP). Em 2004 gravou pela Motown Records o single "And".Cantou também com o cantor King Lil G,uma música chamada ''Welcome To La'' gravada em 2012